# إدارة التعلم
إدارة التعلم (بالإنجليزية: Learning Management)‏ هي القدرة على تصميم استراتيجيات تربوية تحقق نتائج التعلم للطلاب. طور مفهوم إدارة التعلم من قبل ريتشارد سميث من جامعة سنترال كوينزلاند (أستراليا) وهو مشتق من التصميم المعماري (ترتيب ماهر للموارد لغايات محددة) وأفضل ما يمكن تقديمه هو التصميم بقصد. تعني إدارة التعلم إذن التركيز على "تصميم وتنفيذ الاستراتيجيات التربوية التي تحقق نتائج التعلم". أي أنه في التوازن بين التركيز على تطوير المناهج والتربية، يكون التركيز بالتأكيد على الاستراتيجيات التربوية. تدعم فرضية إدارة التعلم مجموعة جديدة من المعرفة والمهارات، يشار إليها مجتمعة باسم التوجه المستقبلي والتي تحاول إعداد عقليات ومجموعات المهارات لخريجي التربية لظروف التغيير الاجتماعي التي تسود المجتمعات المحلية والعالمية في العقد الأول من القرن الحادي والعشرين. يشار إلى ممارس إدارة التعلم باسم مدير التعلم. بالإضافة إلى نظرية وممارسة إدارة التعلم، هناك عملية تصميم إدارة التعلم (LMDP). إن عملية تخطيط المناهج الدراسية تتألف من ثمانية أسئلة "تعتمد على تصميم التعلم". وقد طور هذه العملية البروفيسور ديفيد لينش من جامعة كوينزلاند الوسطى في عام 1998، وتُستخدم في المقام الأول كأداة لتدريب المعلمين على التدريس. وعندما تتم الإجابة على هذه "الأسئلة الثمانية" بالترتيب، فإن المعلم يركز على ما هو مهم عند التخطيط لتعليم الطلاب. وتنظم عملية تخطيط المناهج الدراسية أسئلتها الثمانية من خلال ثلاث مراحل متتالية: النتائج، والاستراتيجية، والأدلة. وتمثل كل مرحلة مجموعات المعلومات التي تسعى الأسئلة المرتبطة بها إلى متابعتها. وتمثل عملية تخطيط المناهج الدراسية إعادة التفكير في نماذج تطوير المناهج الدراسية المختلفة التي سادت في تخطيط التدريس والمناهج الدراسية في العالم المتقدم على مدى العقود الماضية. ويطور المعلم "خطة التدريس" الخاصة به من خلال التعامل مع كل مرحلة وأسئلتها وتسجيل "النتائج" (أو الإجابات) في شكل خطة.